# Raymond Ogden
Raymond William Ogden FRS (19 de setembro de 1943) é um matemático britânico. É professor de matemática da Universidade de Glasgow.

## Obras
- Non-Linear Elastic Deformations, 1984.[2]

## Prêmios e honrarias
Recebeu a Medalha Warner T. Koiter de 2005 da Sociedade dos Engenheiros Mecânicos dos Estados Unidos e a Medalha William Prager de 2010 da Society of Engineering Science. Foi eleito membro da Royal Society em 2006.